# Гладкокосмест фокстериер
Гладкокосместият фокстериер е порода кучета, част от многочислената група на териерите. Това е първата официално призната от Британския киноложки клуб порода фокстериер (около 1875 г.; Номер на стандарт – 1876). Породата е добре позната, но въпреки това не е много популярна извън ловните среди. Гладкокосместият фокстериер се счита за родоначалник на голям брой от останалите представители на групата на териерите.

## История

### Произход
Възникването на породата е до голяма степен недокументирано, но за нейното съществуване в Англия има свидетелства още от 18 век. Първото документирано доказателство е от 1790 г., когато полковник Торнтън рисува портрет на своето куче.

### Признаване
Американският киноложки клуб признава фокстериера през 1885 г. Сто години по-късно, гладкокосместият фокстериер е признат като отделна порода от твърдокосместия фокстериер.
В миналото се е наложило мнението, че гладкокосместият и тръдкосместият Фокстериер са вариации на една и съща порода. През последните години, обаче, все по-голям брой експерти изразяват становище, че това са две отделни породи, които нямат никаква връзка.

## Здраве
Гладкокосместият фокстериер живее средно от 12 до 15 години, като може да достигне и 19 години. Породата е сравнително здрава генетично. Някои известни здравословни проблеми са глухота, различни очни заболявания като катаракта и пр. Наблюдавани са също миастения гравис и гуша.